# ماكس كونزي
ماكس كونزي (بالألمانية: Max Kunze)‏ هو أمين متحف ألماني، ولد في 26 أكتوبر 1944 في مدينة شوتن في ألمانيا.